# Daniele Battaglia
Daniele Battaglia (Bolonia, 21 de julio de 1981) es un cantante y presentador de radio y televisión italiano.

## Biografía
Es hijo del guitarrista de Pooh Dodi Battaglia y empezó a trabajar con su padre como ingeniero de sonido. En 2002, comenzó a trabajar en la radio y en 2007 debutó como cantante con la canción “Vorrei dirti che è facile”, coescrita con su padre, a dúo con la cantante Brenda Cardullo, para el Festival de San Remo, festival donde también participó en 2008.
En 2010, participó en el reality show L’isola dei famosi y resultó ganador. Más tarde participó en otros programas de televisión como Sfilata d’amore e moda, Speciale X Factor o Quelli che il calcio y en 2011 fue moderador de L’isola dei famosi.

## Álbumes
- 2008 - Tutto il mare che vorrei
- 2009 - Daniele Battaglia